# Georges Rayet
Georges Antoine Pons Rayet (Bordeaux, 12 décembre 1839 – 14 juin 1906) est un astronome français. 

## Biographie
Il est l'un des deux découvreurs avec Charles Wolf en 1867 des étoiles appelées aujourd'hui étoiles Wolf-Rayet. Leur découverte fut l'observation de grandes raies spectrales en émission dans le spectre de l'étoile P Cygni.
Il fit partie de l'expédition scientifique chargée d'observer l'éclipse totale de soleil le 18 août 1868 sur l'isthme de Kra. Il est alors accompagné de Édouard Stephan, Philippe-Eugène Hatt et Félix Tisserand.
En 1878, il fonda l'observatoire de Bordeaux et en fut le directeur jusqu'à sa mort.
Un collège sur la commune de Floirac porte son nom.